# Distretto di Araklı
Il distretto di Araklı (in turco Araklı ilçesi) è un distretto della provincia di Trebisonda, in Turchia.